# 望月清人
望月 清人（もちづき きよと、1932年 - ）は、日本の経済学者。松山大学名誉教授。経済学博士（神戸大学）。専攻は、社会政策。松友孟を中心とした愛媛県社会経済研究財団の研究会にたびたび参加し、研究報告執筆にかかわった。

## 経歴
- 1932年：福岡市に生まれる
- 福岡県中学伝習館修了、佐賀高等学校文科修了
- 1953年：神戸大学経済学部卒業
- 1955年：神戸大学大学院経済学研究科修士課程修了、神戸大学経済学部助手
- 1956年：松山商科大学（松山大学の前身）商経学部講師
- 1967年：松山商科大学経済学部教授。以後、同大学経済経営研究所長、大学院経済学研究科長、経済学部長、教学担当理事、図書館長を歴任

このほか、愛媛県シンクタンク代表幹事、愛媛県トリガー産業推進協議会委員長など愛媛県関係の各種委員（委員長を含む）を歴任した。

## 著作

### 単著
- アメリカ労働政策史研究（ミネルヴァ書房）
- 社会政策論の基礎（泉文堂）
- 生活視点の産業政策 一つの地域論（エス・ピー・シー、1995年）

### 共著
- 愛媛県史 社会経済3 商工（愛媛県、1986年）
- 白石春樹の研究（啓文社、星島一夫ほか、1993年）

### 共同研究報告
- 地域主義の経済政策 愛媛県宇和島地方生活経済圏のケーススタディ（総合研究開発機構、1979年）
- 中国・四国地方におけるサービス経済化時代の地域づくり（総合研究開発機構）
- 愛媛県における生産力配分基準調査（愛媛県社会経済研究財団、1978年）
- 産地文化振興計画（伊予三島・川之江地域）（愛媛県社会経済研究財団、1982年）
- 産地文化振興計画（大洲・内子・五十崎地域）（愛媛県社会経済研究財団、1983年）
- 第三次産業振興に関する調査研究〜サービス産業を中心として（愛媛県社会経済研究財団、1984年）
- 高度情報社会における地域政策（愛媛県社会経済研究財団、1985年）
- 愛媛の経済と社会（松山商科大学経済経営研究所）
- 長寿社会へのソフト・ランディングに関する研究（愛媛県社会経済研究財団、1987年）
- 生活文化社会の構築に関する研究（愛媛県社会経済研究財団、1988年）
- 生涯学習のあり方に関する研究（愛媛県社会経済研究財団、1989年）
- 愛媛の県民性と政策展開に関する研究（愛媛県社会経済研究財団、1990年）
- 90年代愛媛経済の自律的発展のためのシナリオについての研究（愛媛県社会経済研究財団、1991年）
- 瀬戸内交流ネットワーク構想の推進に関する研究（愛媛県社会経済研究財団、1992年）
- 西瀬戸自動車道の活用及び周辺地域の活性化に関する研究（愛媛県社会経済研究財団、1993年）
- 県都機能の充実・強化に関する研究（愛媛県社会経済研究財団、1994年）
- 農山村県土保全機能研究（愛媛県社会経済研究財団、1995年）